# Guillermo Southerne
Guillermo Southerne (ejecutado en Newcastle upon Tyne, 30 de abril de 1618) fue un sacerdote y mártir católico inglés, que fue beatificado en 1987. La Iglesia católica conmemora su festividad el 30 de abril.

## Biografía
Alumno y sacerdote del colegio de Douai, trabajó en la misión inglesa principalmente en Baswich, cerca de Stafford, a través de la que conectó con la rama de la familia Fowler. Fue arrestado mientras oficiaba una misa. 
Fue inmediatamente sentenciado a la muerte por rechazar el juramento de fidelidad. Permaneció en la cárcel durante seis días antes de ser ajusticiado en la horca.